# William Lockwood (Ruderer)
William Lockwood (* 13. Mai 1988 in Melbourne) ist ein australischer Ruderer, der 2012 und 2016 Olympiazweiter mit dem Vierer ohne Steuermann war.

## Sportliche Karriere
Lockwood begann im Jahr 2000 mit dem Rudersport. 2009 belegte er mit dem Achter den vierten Platz bei den U23-Weltmeisterschaften. 2010 siegte er mit dem Vierer ohne Steuermann bei der Weltcup-Regatta in München. Bei den U23-Weltmeisterschaften gewann er mit dem Vierer die Bronzemedaille. In der Erwachsenenklasse erkämpfte er mit dem Achter Bronze bei den Weltmeisterschaften 2010. 2011 trat Lockwood bei den Weltmeisterschaften zusammen mit James Chapman und Steuermann David Webster im Zweier mit Steuermann an und gewann die Silbermedaille hinter dem italienischen Boot. In der Olympiasaison wechselten Lockwood und Chapman in den Vierer ohne Steuermann und erkämpften bei den Olympischen Spielen 2012 zusammen mit Drew Ginn und Joshua Dunkley-Smith die Silbermedaille hinter dem britischen Vierer.
2013 gewann der australische Vierer die ersten beiden Weltcup-Regatten und belegte beim dritten Rennen den zweiten Platz hinter dem US-Vierer. Bei den Weltmeisterschaften siegte der niederländische Vierer vor den Australiern mit William Lockwood, Alexander Lloyd, Spencer Turrin und Joshua Dunkley-Smith; der US-Vierer erhielt die Bronzemedaille. Bei den Weltmeisterschaften 2014 belegte Lockwood mit dem australischen Achter den siebten Platz. 2015 kehrte Lockwood in den Vierer zurück, bei den Weltmeisterschaften siegte der italienische Vierer vor den Australiern mit William Lockwood, Joshua Dunkley-Smith, Spencer Turrin und Alexander Hill. 2016 rückte Joshua Booth für Turrin in den Vierer, der hinter den Briten aber vor den Italienern die Silbermedaille bei den Olympischen Spielen 2016 erkämpfte.
Der 1,91 m große William Lockwood rudert für den Ruderclub der Universität Melbourne.